# Monumento a Octavio Augusto
El monumento a Octavio Augusto es una de las más de cien esculturas, monumentos y obras de arte que adornan las calles de la ciudad asturiana de Gijón, en el norte de España. Está erigida en el parque del Campo Valdés, en pleno casco histórico de la ciudad, muy cerca de las termas romanas y orientada mirando hacia la bahía de la playa de San Lorenzo.

## Descripción
Se trata de una obra de Francisco González Macías, mide más de 3m de alto y fue erigida en la ciudad en 1971, está hecha de bronce y representa una réplica de la conocida obra Augusto de Prima Porta. Fue encargada por la ciudad en 1970, para conmemorar el pasado romano de la misma y honrar a Augusto, el emperador responsable de la conquista del Conventus Asturicensis. Ubicada originalmente junto a la muralla del Palacio de Valdés, en 1995 fue trasladada a su ubicación actual, en medio de la restauración y puesta en valor del complejo de las termas romanas.